# Fauna del Canada

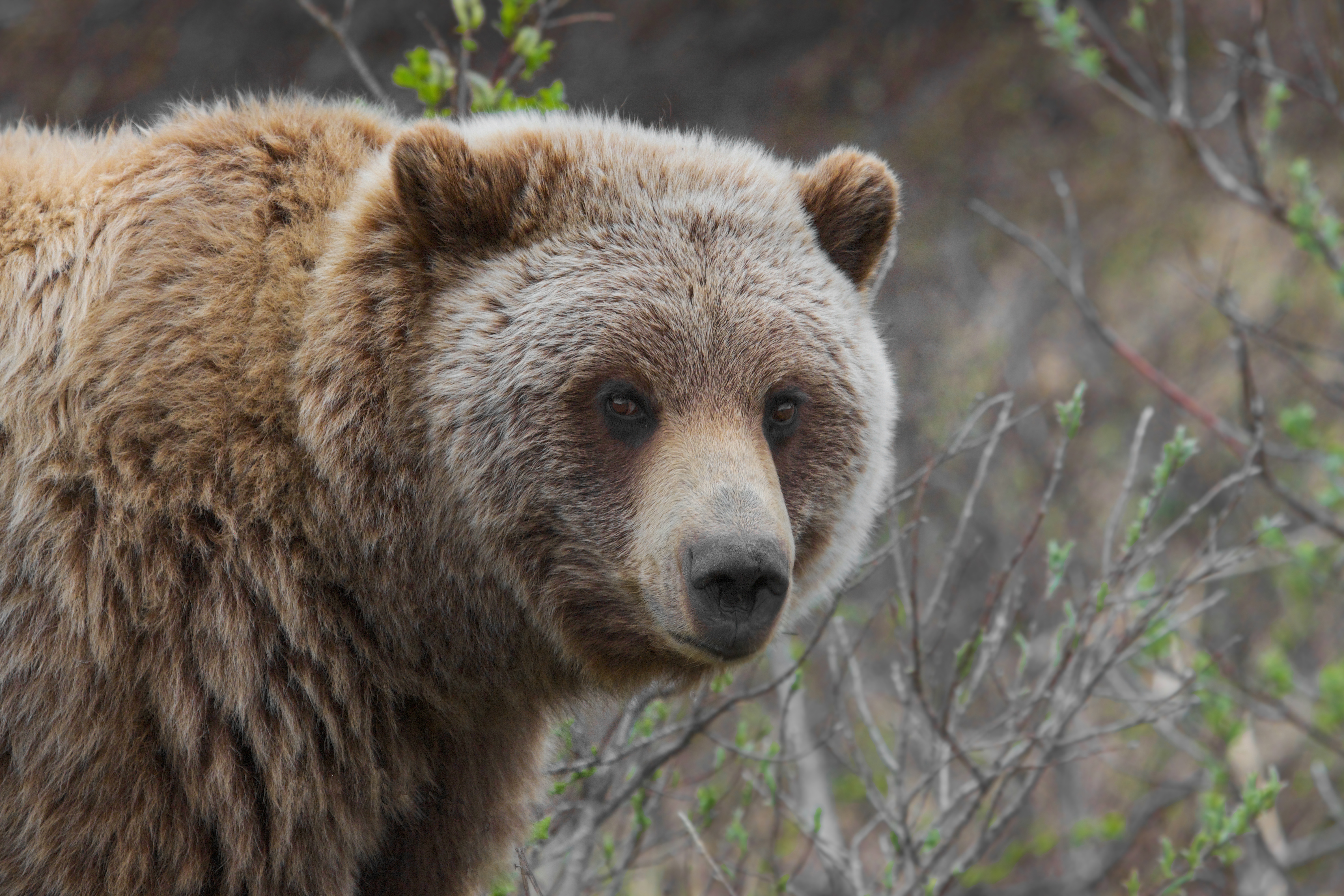
Un esemplare di orso grizzly

Il Canada è il secondo stato più grande al mondo per estensione, con 9897170 km², secondo solo alla Russia, di cui la maggior parte è poco densamente abitata viste le condizioni rigide, la popolazione si concentra nelle zone meridionali del paese, quelle al confine con gli Stati Uniti d'America, con grandi città come Ottawa e Toronto. La parte settentrionale del Canada è occupata da ghiacciai artici e ha un clima artico, estremamente rigido, con inverni molto freddi ed estati fresche, ma che durano poco, mentre il resto del paese è occupato da boschi, foreste di conifere e di latifoglie, con querce, abeti, betulle e aceri, la cui foglia è il simbolo nazionale canadese.
In Canada sono state contate approssimativamente duecento specie di mammiferi nativi del paese, 462 specie di uccelli, 43 specie di rettili e altrettante specie di anfibi, per un totale di circa 70,000 specie contate tra la flora e la fauna.

## Mammiferi

### Carnivori

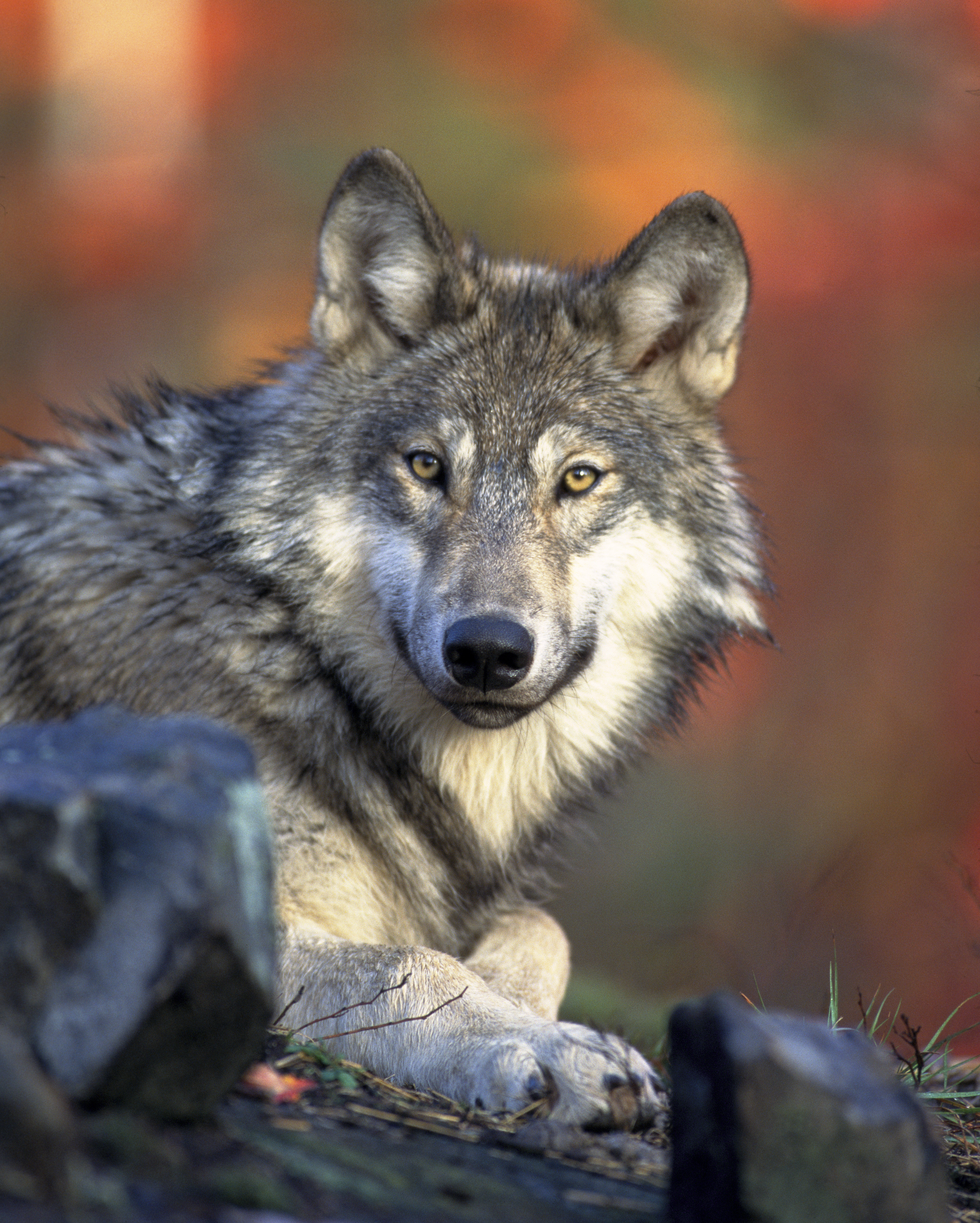
Un lupo grigio

La fauna canadese cambia a seconda dell'ambiente in cui gli animali si trovano, infatti il Canada, come detto sopra, ha una varietà di ambienti che va dall'Artico a nord, ai boschi di conifere a sud. I principali felini presenti in Canada sono gli stessi presenti negli Stati Uniti d'America, infatti i grandi felini canadesi sono il puma, esso è diffuso in tutta l'America, dal Canada all'America meridionale, negli ultimi anni, vista l'urbanizzazione degli stati il puma si è spesso scontrato contro allevatori visti i suoi sporadici attacchi ad animali domestici. In Canada il puma è diffuso ad ovest delle praterie, nell'Alberta, nella Columbia Britannica e nello Yukon meridionale, ma la più alta concentrazione di puma nell'America settentrionale si trova sull'Isola di Vancouver nella Columbia Britannica. Altri felini importanti sono le linci, in Canada se ne possono trovare due sottospecie, la prima è la lince canadese, essa popola tutta l'America Settentrionale, dall'Alaska al Colorado (dove è stata reintrodotta), in Canada essa vive a sud della linea degli alberi, vale a dire la zona che comprende le foreste di latifoglie e i boschi, l'animale per vivere infatti sceglie questi posti, dove ha abbondanza di alberi, prede come i cervi e fiumi, dato che essa è anche una buona nuotatrice, mentre la seconda è la lince rossa, diffusa in tutto il Nord America, dal Messico agli USA, fino alle provincie canadesi del Nuovo Brunswick, del Québec e della Nuova Scozia. Altri predatori molto importanti per l'ecosistema canadese sono i canidi, tra questi abbiamo il lupo, presente sul territorio con una moltitudine di sottospecie:il lupo artico (Isola di Melville e di Ellesmere), il lupo della Columbia britannica (Yukon, Columbia Britannica, e Alberta), il lupo di Vancouver (Isola di Vancouver, Columbia Britannica), il lupo di Manitoba (Alberta, Saskatchewan e Manitoba), il lupo della baia di Hudson( Manitoba settentrionale e Territori del Nord-Ovest), il lupo delle Montagne Rocciose settentrionali (Montagne rocciose settentrionali), il lupo di Labrador (Labrador, Québec settentrionale e Terranova), il lupo orientale (parco provinciale di Algonquin nell'Ontario, Manitoba, Québec), il lupo del fiume Mackenzie (territori del nord-ovest), il lupo dell'Isola di Baffin (Isola di Baffin), il lupo nordoccidentale (rive superiori del Mackenzie e del sud delle province canadesi della Columbia Britannica, dell'Alberta e del Saskatchewan), il lupo dello Yukon (Yukon) e il lupo della tundra d'Alaska ( Baia di Hudson e probabilmente l'Arcipelago artico canadese). Tra gli altri canidi ci sono la volpe artica, la volpe rossa, la volpe americana, il coyote e la volpe grigia. Tra gli altri grossi carnivori ci sono gli ursidi, essi sono uno dei simboli faunistici del paese nordamericano, tra questi c'è il famoso grizzly, il baribal, detto anche orso nero americano, esso è un orso più piccolo delle altre specie americane, ha un areale molto vasto che va dall'Alaska al Messico settentrionale e l'orso polare, esso insieme all' orso Kodiak, è il carnivoro terrestre più grande al mondo, in Canada abita la zona settentrionale (Manitoba, Terranova, Territori del Nord-Ovest, Nunavut, Ontario, Québec, Yukon), il 60% della popolazione di orsi polari vive in Canada, a riprova di questo sulla moneta da 2 dollari canadesi ne è rappresentato un esemplare. Tra i carnivori più piccoli sul suolo canadese ci sono i mustelidi, essi sono piccoli animali dal corpo allungato che popolano i boschi ma non tutti sono totalmente carnivori, alcuni infatti sono onnivori, tra essi ci sono: il visone americano, l'ermellino, il tasso americano, il ghiottone, la martora americana, la moffetta comune, la lontra comune e la lontra marina. Sono diffusi i procioni. 

### Erbivori
Una parte molto importante degli erbivori canadesi è composta da grandi animali, come i bisonti, le capre di montagna e i cervidi, essi sono le principali prede dei grandi carnivori, in Canada ne sono diffuse varie specie, come il wapiti, il famoso ed emblematico caribù, chiamato renna in Europa, diffuso sul territorio con varie sottospecie, l'alce, il cervo della Virginia o cervo dalla coda bianca, l'antilocapra e il cervo mulo. Tra le montagne canadesi sono diffuse molte specie di capre selvatiche, anch'esse vittime dei carnivori, tra queste ci sono il bighorn, il bighorn bianco, la capra delle nevi e il bue muschiato, mentre l'unico bovino selvatico presente in Canada è il bisonte americano. In Canada sono presenti varie specie di roditori, come il pica americano, lo scoiattolo grigio nordamericano, la marmotta dal ventre giallo, la marmotta monaca, il tamia striato, lo scoiattolo terricolo dorato, il glaucomio del sud, il castoro di montagna, il castoro nordamericano, il topo muschiato, il topo saltatore dei campi, la nutria e l'ursone.

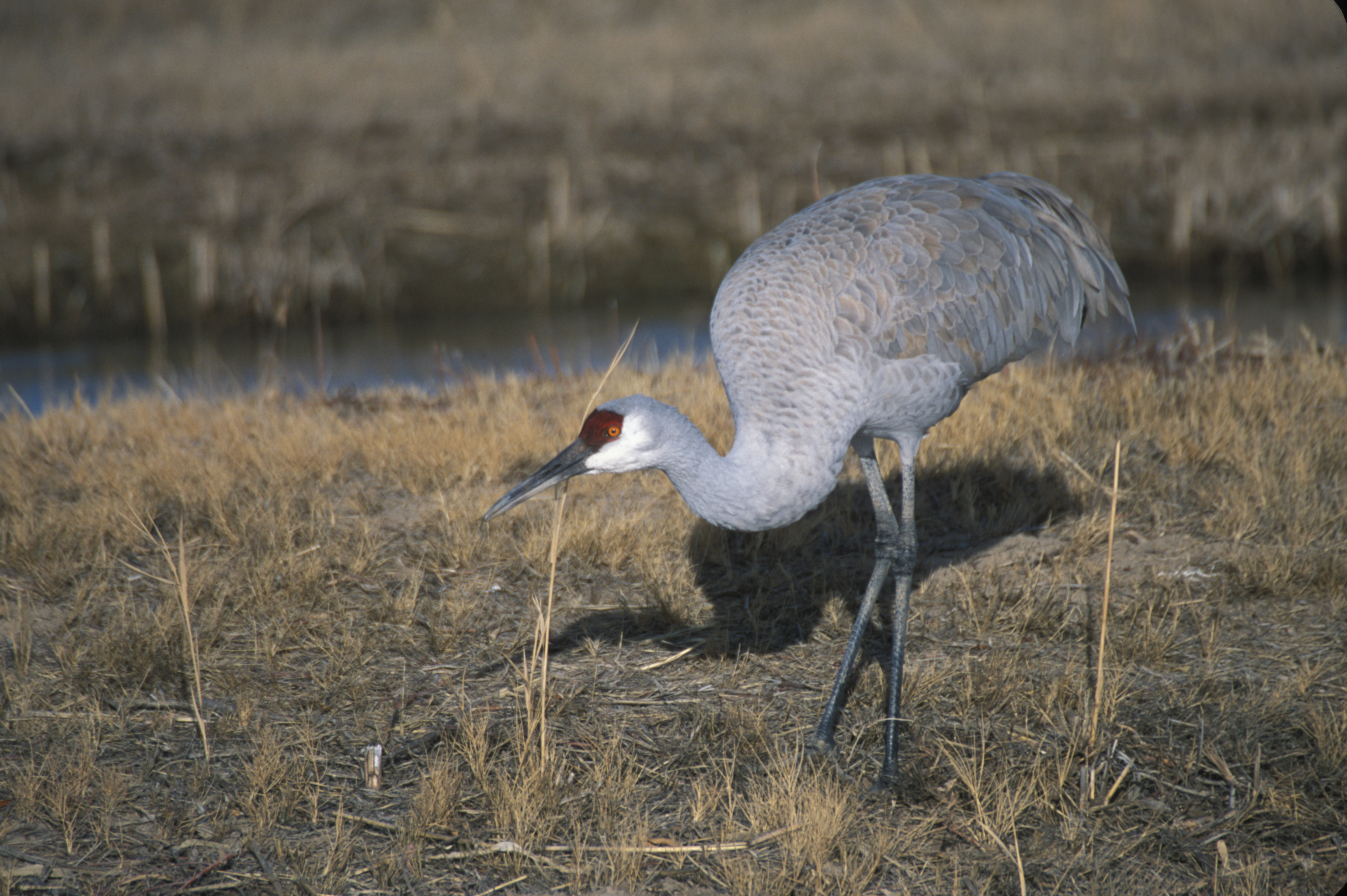
Una Gru Canadese

## Uccelli
L'avifauna canadese comprende 462 specie, membri di 17 ordini di uccelli, gli uccelli principali presenti sul suolo canadese sono: l'aquila di mare testabianca, il gufo delle nevi, la gru canadese, e l'oca canadese, il falco pellegrino e il corvo imperiale. Diffusissimi sul territorio anche i passeriformi e i caradiformi.

## Rettili e anfibi
In Canada sono presenti 43 specie di rettili, ad eccezione dei coccodrilli sono presenti tutti i grandi rettili, le specie di serpenti sono 25 che rappresentano 3 famiglie distinte, i boa sono rappresentati dal boa di gomma, presente nella British Columbia, la specie maggiormente rappresentata è quella dei colubridi, il cui esponente principale è il serpente giarretteira, negli stati della British Columbia e dell'Alberta, inoltre è presente il serpente a sonagli del Nord pacfico. In Canada sono anche presenti 12 specie di tartarughe, tra le quali la più comune è la tartaruga palustre dipinta, presente in tutte le province meridionali canadesi fatta eccezione di Terranova.
Nel paese sono presenti 43 tipi di anfibi, tra cui salamandre e rane, tra le salamandre la più diffusa è la salamandra maculata (Nuovo Brunswick, Nuova Scozia, Ontario, Québec).

## Pesci
Il Canada è bagnato dall'Oceano Pacifico a ovest, dall'Oceano Atlantico a est e dal Mar Glaciale Artico, dal Mare del Labrador e dalla Baia di Hudson a nord, ed è inoltre percorso da numerosi fiumi. I pesci più famosi del Canada sono sicuramente il salmone atlantico e il salmone rosa, ma altri pesci famosi sono la trota arcobaleno, il salmerino alpino e il salmerino di fonte.